# Rallye Yalta
Das Rallye Yalta war eine Rallyeveranstaltung die in der Nähe von Jalta auf der Krim stattfand.

## Geschichte
Die Rallye wurde zum ersten Mal im Jahr 1986 in der damaligen Sowjetunion ausgetragen. Sie war damals Teil der nationalen Rallye-Meisterschaft. Nachdem die UdSSR 1991 zusammengebrochen war, wurde das Rennen ab 1992 pausiert. Die Rückkehr erfolgte 2002 und 2005 wurde es in die ukrainische Rallye-Meisterschaft integriert. Ab 2011 wurde die Rallye Teil der Intercontinental Rally Challenge, wobei sich Fahrer wie Juho Hänninen den Sieg sicherten.
Mit der Annexion der Krim 2014 wurde die Rallye vorerst beendet. Eine geplante Wiederbelebung im Jahr 2018 wurde abgesagt.

## Gesamtsieger
| Jahr | Fahrer                  | Auto                     |
| ---- | ----------------------- | ------------------------ |
| 1986 | Ivars Čaune             | VAZ 2105 VFTS            |
| 1987 | Eugenijus Tumalevičius  | VAZ 2105 VFTS            |
| 1990 | Sergei Aljassow         | Lada Samara              |
| 1991 | Nikolai Bolschich       | BMW M3                   |
| 1992 | Nikolai Bolschich       | BMW M3                   |
| 2002 | Stanislaw Grjasin       | Mitsubishi Lancer Evo VI |
| 2005 | Jurij Protassow         | Subaru Impreza STi N8    |
| 2006 | Wolodymyr Petrenko      | Mitsubishi Lancer Evo IX |
| 2007 | Oleksandr Saljuk junior | Mitsubishi Lancer Evo IX |
| 2008 | Jurij Protassow         | Mitsubishi Lancer Evo IX |
| 2009 | Oleksandr Saljuk junior | Mitsubishi Lancer Evo IX |
| 2010 | Ihor Tschapowskyj       | Subaru Impreza STi N12   |
| 2011 | Juho Hänninen           | Škoda Fabia S2000        |
| 2012 | Yağiz Avci              | Ford Fiesta S2000        |
| 2013 | Oleksandr Saljuk junior | Škoda Fabia S2000        |